# Burglengenfeld
Burglengenfeld là một thị xã ở huyện Schwandorf, bang Bayern, Đức. Đô thị này tọa lạc bên sông Naab, 22 km về phía bắc của Regensburg.